# Anton Stražar
Anton Stražar, slovenski ljudski pisatelj, * 2. junij 1895, Gradišče pri Lukovici, † 3. februar 1959, Spodnje Prapreče.
Med zaslužne zapisovalce starih zgodb iz kamniškega in domžalskega okoliša se je s svojim delom nedvomno uvrstil ljudski pisatelj Anton Stražar.

## Življenjepis
Rodil se je v potresnem letu 1895 v Gradišču pri Lukovici. V letu 1902 se je s starši preselil v sosednjo vas Zgornje Prapreče, od koder je še istega leta začel hoditi v ljudsko šolo na Brdo. V šoli je Stražarja najboj zanimala zgodovina. Po končani šoli leta 1909 je ostal doma in staršem pomagal na kmetiji, najljubša zabava pa mu je bilo branje knjig. Prebral je vse kar je dobil pod roke.
Že s 15. letom je začel tudi sam pisati. Zapisoval je zgodbe in dogodke, ki jih je slišal iz ust starejših ljudi. V svetovni vojni se je s 17. pehotnim polkom boril v Galiciji in na Tirolskem ter pisal podlistke iz vojaškega življenja in jih  priobčeval v listu Mir, ki je izhajal v Celovcu.
Po vojni se je ponovno znašel v domačem kraju. Zdaj je začel redno in dosti pisati, mnogo pa je tudi potoval. Snov je zajemal predvsem iz kmečkega življenja, najraje pa je pisal zgodovinske povesti. Leta 1922 je v samozaložbi izdal pri tiskarnarju A. Slatnarju v Kamniku zbirko povesti, starih zgodb in črtic. Knjižica, ki je obsegala 60 strani je imela med bralci ugoden odmev in je pripeljala Stražarja v krog stalnih sodelavcev naprednega tednika Domovina, ki je do začetka okupacije 1941 objavil nad 200 Stražarjevih črtic in povesti.
Leta 1925 je založba Vigred v Ljubljani izdala 2. zvezek Praprečanovih zgodb, ki je vseboval zgodovinsko povest Mačeha s Kompoljskega gradu. V povesti Stražar obravnava romantično zgodbo kamniškega meščana Jošta Plavca in lepe graščakove hčerke Milice s Kompolskega gradu nad Črnim grabnom iz časov zadnjega celjskega grofa.  Skoraj neznano je bila tudi objavljena  povest  in izšla  pod naslovom Od vojščaka do graščaka  leta 1929 . Tretja Stražarjeva knjiga Pomladni cvetovi pa je izšla leta 1932 v Krškem. v tej je napovedal tudi izid povesti Strah Črnega grabna ni pa podatkov , da bi zares izšla - ker je bilo to ravno v času krize ( v začetku 30, let. 
V času velike gospodarske krize je prišel na boben, domačijo so mu zasegli in prodali. Na dan odhoda je njegov mladoletni sin zažgal kozolec, ki so ga skupaj z zemljo kupili spodnji premožni sosedje kot protest ob izgubi doma.
Tednik Domovina si je prav zaradi Stražarjevih poljudnih, preprostih in domačih povesti pridobil širok krog bralcev. Zato ima ljudski pisatelj A. Stražar nesporne zasluge pri širitvi naprednega tiska na našem podeželju v času med obema vojnama
Po letu 1945 je Stražarjeva pisateljska plodovitost popolnoma usahnila. Nekaj let je živel pri hčerki na Duplici, zadnja leta življenja pa je preživel v Zgornjih  Praprečah št. 3, kjer je 3. februarja 1959 umrl. Tu je bil za hlapca in je velikokrat dejal, da tu dela tlako svojega življenja Na pobudo sosedov je pričel pripravljati svoj življenjepis, ki ga ni dokončal - ti njegovi zapiski pa veljajo za izgubljene.
Anton Stražar si je s svojim obširnim delom po pravici pridobil naslov ljudskega pisatelja. Za lokalno zgodovino kamniškega in domžalskega okoliša pa ima še posebno zaslugo, da je rešil pozabe mnogo pripovedim in dogodkom, ki jih je ljudska domišljija spletla okrog krajev in oseb, ki so v pripovedovanju starih ljudi živele do polpretekle dobe.